# ميني ماكس (شركة)
ميني ماكس هي شركة تأسست في ديسمبر (كانون الأول) عام 2021، وتخصصت في تقنيات الذكاء الاصطناعي، ويقع مقرها الرئيسي في مدينة شانغهاي في
الصين، وقد أطلق عليها المستثمرون الصينيون بدءًا من عام 2024 لقب «شركة نمر الذكاء الاصطناعي».

## التأسيس
تأسست شركة ميني ماكس في ديسمبر (كانون الأول) 2021 على يد عدد من خبراء الرؤية الحاسوبية الذين عملوا في شركة سينس تايم، وبتمويل من شركة ميهويو الصينية التي تأسست عام 2012. وفي مارس (آذار) 2024، تلقت شركة ميني ماكس تمويلا بقيمة 600 مليون دولارًا أمريكيًا من مجموعة علي بابا وعدد من المستثمرين الآخرين في شركة تينسنت ومجموعة هيلهاوس كابيتال ومجموعة هونغشان مما رفع قيمتها السوقية إلى 2.5 مليار دولار أمريكي.
أفادت تقارير صدرت في أكتوبر (تشرين الأول) 2024 أن شركات تصنيع الهواتف الصينية اختارت شركة ميني ماكس لكي تتولى تطوير نماذجها اللغوية الكبيرة القائمة على الذكاء الاصطناعي.

## المنتجات

### تطبيق توكي
كان تطبيق غلو للدردشة المدعومة بالذكاء الاصطناعي هو أول منتج طرحته شركة ميني ماكس في أكتوبر (تشرين الأول) 2022. سمح التطبيق للمستخدمين بإنشاء شخصيات افتراضية، وتزويدها بقصص خلفية، ثم الدردشة معها حول مواضيع مختلفة. وفي غضون أربعة أشهر فقط من إطلاق التطبيق، كان عدد مستخدمي التطبيق قد تجاوز 5 ملايين مستخدمًا حول العالم. وعلى الرغم من ذلك، اضطرت الشركة في إنهاء صلاحية التطبيق في مارس (آذار) 2023 بسبب مشكلات في تسجيل التطبيق. أُعيد إطلاق تطبيق غلو لاحقًا، ولكن تحت علامتين تجاريتين جديدتين هما علامة توكي، والتي طُرحت في الأسواق الدولية في يونيو (حزيران) 2023، وتشينغ يي، والتي طُرحت في سبتمبر (أيلول) 2023 للسوق الصينية. نشرت صحيفة وول ستريت جورنال في يوليو (تموز) 2024 تقريرا قصيرا عن تطبيق توكي. وبحلول يونيو (حزيران) 2024، كان تطبيق توكي يحتل المرتبة الخامسة بين أكثر تطبيقات الترفيه المجانية من حيث عدد مرات التنزيل في الولايات المتحدة الأمريكية، بعد أن وصل عدد مُستخدمي التطبيق في الولايات المتحدة وحدها إلى أكثر من 11 مليون مستخدما نشطا شهريا. كانت الفلبين والمملكة المتحدة وكندا من بين الدول الأخرى التي حظي فيها التطبيق بانتشار واسع وشعبية كبيرة. أتاح تطبيق توكي إمكانية إجراء محادثات مُولّدة باستخدام الذكاء الاصطناعي مع شخصيات عامة مثل دونالد ترامب وتايلور سويفت وإيلون ماسك وليبرون جيمس.

### منصة هايلو أيه آي
أطلقت شركة ميني ماكس في مارس (آذار) 2024 منصة هايلو أيه آي، وهي منصة استهلاكية متعددة الوسائط مزودة بنموذج لغوي كبير، وتهدف إلى توفير ميزات توليد النصوص والموسيقى باستخدام الذكاء الاصطناعي. وفي سبتمبر 2024، أطلقت شركة ميني ماكس نموذج تحويل النص إلى فيديو، وهو نموذج ذكاء اصطناعي توليدي يُمكنه تحويل العبارات المكتوبة إلى مقاطع فيديو على منصة هايلو أيه آي، وقد ذكر تقرير نُشر على الموقع الإلكتروني المتخصص في التقنية تومز غايد أن أداء نموذج تحويل النص إلى فيديو في منصة هايلو أيه آي يُعادل تقريبًا أداء نظام دريم مشين، ولكنه ليس بنفس جودة أداء رنواي جين-3. وفي ديسمبر (كانون الأول) 2024، ذكرت قناة برودكاست أن تطبيق هايلو أيه آي استطاع إعادة إنتاج شعارات القنوات التلفزيونية البريطانية كالقناة الرابعة البريطانية والقناة الخامسة البريطانية وقناة آي تي في في مقاطع الفيديو المُولّدة بالذكاء الاصطناعي. وفي 20 يناير (كانون الثاني) 2025، أضافت ميني ماكس وظائف صوتية جديدة في منصة منصة هايلو أيه آي.
في 28 يناير (كانون الثاني) 2025، أطلقت شركة ميني ماكس إصدارين جديدين من هايلو أيه آي، وهما تي تو في-01-دايركتور وآي تو في-01-دايركتور، كأحدث إضافة إلى عائلة إصدارات هايلو أيه آي فيديو-01. وقد صُمم هذان الإصداران لإحداث ثورة في صناعة الفيديو من خلال توفير أدوات احترافية لصناعة الأفلام. يُقدم كلا الإصداران انخفاضًا ملحوظًا في عشوائية الحركة، مما يضمن التزام كل إطار بدقة بالهدف الإبداعي. ويتيح هذا المستوى العالي من التحكم سردًا قصصيًا أكثر دقة وتنوعًا.